# Macoma tokyoensis
Macoma tokyoensis is een tweekleppigensoort uit de familie van de Tellinidae. De wetenschappelijke naam van de soort is voor het eerst geldig gepubliceerd in 1927 door Makiyama.